# Elektor
Elektor é uma revista mensal que trata sobre todos os aspectos da eletrônica, foi publicada inicialmente como "Elektuur", em neerlandês, nos Países Baixos em 1960. Atualmente é publicada em muitas línguas, incluindo português (tanto europeu quanto brasileiro), inglês, alemão, francês, grego, espanhol, e italiano, com distribuição em mais de 50 países. Em 1975 foi lançada mundialmente em inglês.
Com o público alvo sendo engenheiros, estudantes, entusiastas e profissionais, a revista possui uma ampla coleção de projetos eletrônicos e artigos especializados na área. Para ajudar seus leitores a realiza-los, ela também oferece placas de muitos de seus esquemas, tanto em pacotes quanto em módulos. Normalmente disponibiliza gratuitamente em sua página online, o código fonte e arquivos auxiliares.
Periodicamente, também publica livros, CDs e DVDs sobre áudio, microprocessadores, software e linguagens de programação.
A revista Elektor é publicada pela Elektor International Media, sediada em Limbricht, nos Países Baixos.
No Brasil, distribuída pela editora Bolina, que ao final de 2012 encerrou a distribuição da revista. Tal atitude causou grande revolta entre os assinantes, devido ao fato de gerar prejuízos, pois a editora interrompeu o envio das revistas, não ressarcindo os assinantes.
Em países como Inglaterra e Alemanha a revista continua e com grande circulação, sendo uma das mais respeitadas publicações técnicas de eletrônica e segmentos.